# ハッピーアワー (映画)
『ハッピーアワー』 (英語: Happy Hour) は、2015年の日本のドラマ映画である。監督を濱口竜介、主演を田中幸恵、菊池葉月、三原麻衣子、川村りらが務めている。第68回ロカルノ国際映画祭にて最優秀女優賞を受賞した。

## あらすじ
兵庫県神戸市で暮らす看護師のあかり（田中幸恵）、専業主婦の桜子（菊池葉月）、学芸員の芙美（三原麻衣子）、科学者の妻の純（川村りら）は、お互いに仲が良く、行動を共にすることが多い。彼女たちは、鵜飼（柴田修兵）が開催したワークショップに参加する。打ち上げの席上、純が離婚調停を進めていると知ったあかりは、なぜ今まで話してくれなかったのかと怒り、その場を立ち去る。その夜、駅のプラットフォームで倒れた純を桜子は自宅に泊める。
あかり、桜子、芙美、純は有馬温泉へ出かける。あかりと純のあいだにあったわだかまりは消えて、彼女たちは旅行を満喫するが、芙美は、夫で編集者の拓也（三浦博之）と小説家のこずえ（椎橋怜奈）が連れ立って歩いている場面を目撃してしまう。翌日、純は1人だけバスで帰途につく。
後日、あかり、桜子、芙美は、純の夫の公平（謝花喜天）からの連絡を受けて、カフェを訪れる。純の行方が分からなくなっているのだという。離婚を望んでいた純が裁判に敗れたこと、そして、純が公平との子を妊娠しているらしいことも、公平の口から語られる。
桜子は、中学生の息子が恋人の女性を妊娠させてしまったと知らされる。夫の良彦（申芳夫）と話し合ったのち、良彦の母のミツ（福永祥子）と共に女性の家を訪ねた桜子は、女性の両親に土下座する。その帰り道、桜子は、自分と良彦の仲を取り持ってくれたのが純であった、と息子に話す。
桜子の息子が、フェリー乗り場で恋人の女性を待っていたところ、偶然にも純と出会う。純は、感謝の言葉を告げる桜子の息子に見送られながら、フェリーに乗り込む。純を乗せたフェリーが、神戸の街から遠ざかって行く。
こずえの小説の朗読会が開催される。トークセッションに登場する予定だった鵜飼が途中で退席するが、純を探して朗読会に来ていた公平がその役割を引き継いで、朗読会は無事に終わる。打ち上げでは、公平、桜子、芙美、拓也、こずえのあいだで口論が起こる。その場にいた者たちが次々と席を外し、こずえと拓也が残される。帰りの車中でこずえは拓也に好意を伝える。その言葉に拓也は戸惑うが、こずえとそのまま一晩を明かす。芙美とともに最終電車に乗った桜子は、夫とは久しく性的な関係を持っていないと芙美に告げる。やがて電車が駅に着き、桜子と芙美は電車を降りるが、ワークショップの参加者だった風間（坂庄基）の姿を車内に見つけた桜子は、再び電車に乗る。転倒により足を怪我しているあかりは、松葉杖をつきながら、鵜飼の妹の日向子（出村弘美）が働くバーに行き、鵜飼と打ち解ける。
翌朝、芙美は拓也に離婚の意思を伝える。芙美の言葉を聞いた拓也は動揺するが、出社の時間が迫っていたため、家を出て車に乗り込む。同じ頃、桜子は良彦に、風間と性的な関係を持ったことを伝える。その後、職場へ向かった良彦は、交差点で泣き崩れる。一方、病院に出勤したあかりは、いつも失敗を叱っていた後輩の柚月（渋谷采郁）から、泣きながら感謝の言葉を告げられる。あかりは柚月をそっと抱擁する。
交通事故にあった拓也は、あかりが勤める病院に運びこまれる。あかりは、廊下にいた芙美を誘って、病院の屋上に上がる。芙美は拓也のそばにいるつもりだという。また4人で旅行へ行こう、と語るあかりの目の前には、神戸の街と海と空が広がっているのであった。

## キャスト
- 田中幸恵 - あかり
- 菊池葉月 - 桜子
- 三原麻衣子 - 芙美
- 川村りら - 純
- 申芳夫 - 良彦
- 三浦博之 - 拓也
- 謝花喜天 - 公平
- 柴田修兵 - 鵜飼
- 出村弘美 - 日向子
- 坂庄基 - 風間
- 久貝亜美 - よしえ
- 田辺泰信 - 栗田
- 渋谷采郁 - 柚月
- 福永祥子 - ミツ
- 伊藤勇一郎 - 河野
- 殿井歩 - 葉子
- 椎橋怜奈 - こずえ

## 製作
監督の濱口竜介は、東日本大震災をテーマにした『なみのおと』『なみのこえ』『うたうひと』の「東北記録映画三部作」を手がけた際、「小規模な体制であれば、どこででも映画を作れる」ことを学んだという。その後、三部作のプロデューサーだった芹沢高志がデザイン・クリエイティブセンター神戸 (KIITO) のセンター長を務めていたこともあり、KIITOのアーティスト・イン・レジデンスという事業を利用し、招聘作家として兵庫県神戸市へ移った。
本作の製作は、2013年9月から5か月間、KIITOにて開催された「即興演技ワークショップ in Kobe」がきっかけとなっている。ワークショップの参加に応募した希望者の中から、17名が選考された。参加者の約3分の2は、それまでに演技した経験が無かった。
濱口は、スタッフの1人が夜の酒場で既婚の女性看護師に誘惑された話を聞き、「なぜ彼女はそんなことをするのか」と引っ掛かりを感じていた。その一方で、ワークショップには4人の30代後半の女性が参加しており、「彼女たちの話をつくり得る」という思いがあった。また、ジョン・カサヴェテス監督の『ハズバンズ』における「4人組がひとりを失い、ほかの3人が精神的な彷徨いを体験する」構造を使おうという目論みもあった。「それらがつながって、30代後半の女性たちのなかに抑圧されてしまった感情はどうやったら浮き出てくるのかを考えようとした」ことが、脚本の発端となった。出演者と面談し、彼女たちが脚本に感じる違和感は修正されていった。
2014年5月、第3稿の脚本で撮影が開始された。しかし、「人物描写やセリフをより日常的なものにした」第3稿には、第2稿にあった劇的な展開が欠けており、共同脚本の高橋知由は「第2稿よりつまらなくなっている」と指摘した。高橋と野原位が第4稿を執筆したのち、濱口の主導によって第5稿が執筆された。この第5稿をもとに6月から8月まで撮影を進めていたが、濱口は「ラストの展開にもいまひとつ自信を持てなかった」「『こんなことが起きるんだろうか?』と感じてしまうし、やはり第2稿くらいまでにあった爆発力を持ち切れていない」と感じた。それまでの撮影で得た感触を踏まえつつ、「語りたいドラマを語ること」と「『演者が口にできないだろう』と思わないセリフを書いていくこと」という2点の課題に取り組むこととなった。8月下旬か9月上旬の頃、第6稿が完成した。その後、演技の感触や撮影の状況により、撮影を重ねる中で微調整を加えていったものが、最終稿となった第7稿である。
撮影の際には、事前にカットを割るのではなく、「その場でリハーサルして動きをつくって、それに対してカットを割っていく」「演技に即して適切なカメラポジションを決定していく」という方法がとられた。撮影は、摩耶山掬星台、有馬温泉、KIITO、神戸三宮フェリーターミナル、神戸学院大学ポートアイランドキャンパスなど神戸市内各所にて8か月間かけて行われた。
製作資金が底を突きそうになったため、製作段階においてクラウドファンディングがおこなわれた。1か月以内に目標の300万円を達成し、最終的には465万円の資金を調達することができた。
当初、本作には『BRIDES』という仮題がつけられていた。これには「『ハズバンズ』の裏面」という意味と「かつての花嫁たち」という皮肉が込められていた。しかし、撮影の大半が終了して編集作業に入る頃、「HAPPY HOUR」という看板を見つけた濱口は「ファニーな響きが、映画が進行するに従って皮肉な働きをする」「ラストをアンハッピーエンドと思わせない力をタイトルが持ち得るんじゃないか」と感じて、これを本作の題名に選んだ。
2015年2月に5時間36分の編集ラッシュ版を上映したのち、3時間20分版や3時間50分版なども製作されたが、5時間36分版のほうが面白いということでスタッフの意見が一致した。この5時間36分版の一部を切り詰めて、5時間17分の上映時間となった。
本作を撮る際、濱口には「カメラと演技の調和を発見したい」「これまで撮った映画とは違うステージの映画を撮りたい」という思いがあった。そこで彼が念頭に置いていたのは溝口健二であった。阿部和重の「溝口のカメラは逃げ去る女優を執拗に追う」という趣旨の発言に触れながら、濱口は「『どこに行こうとお前の前にカメラがある』という状況をつくろうとしていたし、そのような執念を持とうとしていました」と述べている。

## 上映
2015年12月5日、兵庫県神戸市の元町映画館にて先行上映された。同年12月12日に一般公開された。
2018年5月に公開されたフランスでは、10万人のヒットを記録した。

## 評価
Rotten Tomatoesには11件の批評家レヴューがあり、平均値は7点、支持率は100%だった。Metacriticには4件の批評家レヴューがあり、平均値は87点だった。
『Slant Magazine』のカーソン・ルンドは、「小津安二郎や是枝裕和との類似も感じさせるが、本作はエリック・ロメールの系譜に位置づけられる」と指摘し、4点満点の3.5点を与えた。『Film Comment』のジョナサン・ロムニーは、「登場人物の言動が矛盾し、予測不可能で、必ずしも共感できるとは限らないものであることが、本作に豊かさをもたらしている」と評価した。

### 受賞
| 年   | 映画賞                                | 賞                                                               | 結果 |
| ---- | ------------------------------------- | ---------------------------------------------------------------- | ---- |
| 2015 | 第68回ロカルノ国際映画祭              | 最優秀女優賞                                                     | 受賞 |
| 2015 | 第68回ロカルノ国際映画祭              | 脚本スペシャル・メンション                                       | 受賞 |
| 2015 | 第37回ナント三大陸映画祭              | 銀の気球賞                                                       | 受賞 |
| 2015 | 第37回ナント三大陸映画祭              | 観客賞                                                           | 受賞 |
| 2015 | 第26回シンガポール国際映画祭          | 最優秀監督賞                                                     | 受賞 |
| 2016 | 第89回キネマ旬報ベスト・テン          | 日本映画ベスト・テン                                             | 3位  |
| 2016 | 第25回日本映画プロフェッショナル大賞  | ベスト・テン                                                     | 5位  |
| 2016 | 第25回日本映画批評家大賞              | 選考委員特別賞                                                   | 受賞 |
| 2016 | 第19回グァナファト国際映画祭          | 長編劇映画部門インターナショナル・コンペティション・最優秀作品賞 | 受賞 |
| 2016 | 第6回バルセロナ・オトゥール国際映画祭 | 観客賞                                                           | 受賞 |
| 2016 | 第10回アジア太平洋映画賞              | 脚本賞                                                           | 受賞 |
| 2017 | 第11回KINOTAYO現代日本映画祭          | ソレイユ・ドール観客賞（グランプリ）                             | 受賞 |

## 関連文献
- 濱口竜介、野原位、高橋知由『カメラの前で演じること 映画「ハッピーアワー」テキスト集成』左右社、2015年。ISBN 9784865281347。
- 三浦哲哉『「ハッピーアワー」論』羽鳥書店、2018年。ISBN 9784904702703。